# Encino (Colombia)
Encino è un comune della Colombia facente parte del dipartimento di Santander.
L'abitato venne fondato da Tomas López, Francisco Niño e Gabriel de León nel 1785. Dal 1887 costituisce un'unità amministrativa a sè stante.

## Posizione geografica
Encino si trova nella parte sud-orientale del dipartimento, nelle montagne della Cordillera Orientale, a circa 104 chilometri a sud della città di Bucaramanga, il centro amministrativo del dipartimento. L'altezza assoluta è di 1862 metri sul livello del mare [2] . Il comune di Encino confina a nord con il territorio del comune di Koromoro, a ovest e sud-ovest con il comune di Charalá, a est e a sud con il territorio del dipartimento di Boyaca. 

## Stemma
Ha la forma di un seme di quercia, che rappresenta la ricca flora del Comune.  L'orso con gli occhiali rappresenta la ricchezza e la diversità faunistica del territorio.  La striscia color gialla rappresenta la ricchezza delle loro terre. Con la bandiera si fa omaggio ai suoi tre fondatori, mentre il ponte rappresenta il gran potenziale turistico di Encino. Le tre strisce azzurre rappresentano i tre principali fiumi: Guacha, Rio Negro e Pienta. Con il sole hanno voluto evidenziare il desiderio di prosperità dei suoi cittadini.